# DZ Bank

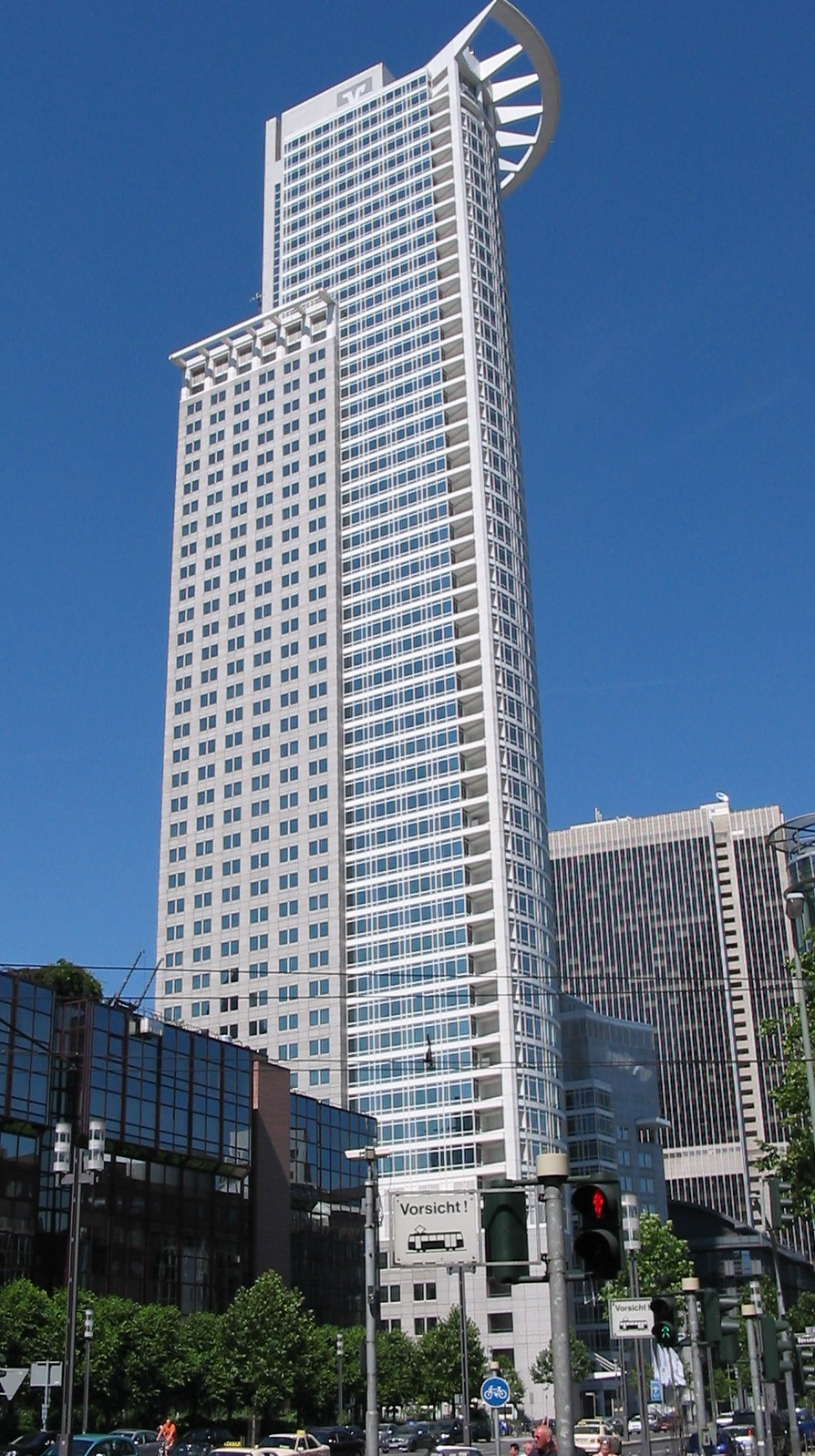
Westendstraße 1, la sede de DZ Bank en Frankfurt.

DZ Bank AG es el segundo mayor banco en Alemania por el tamaño de activos y la institución central de más de 900 bancos cooperativos y sus 12.000 oficinas sucursales. Dentro de la red financiera cooperativa del Volksbanken Raiffeisenbanken, que es una de las mayores organizaciones del sector financiero en Alemania, DZ Bank funciona tanto como institución central como banco de inversión y corporativo. 
DZ Bank es un acrónimo para Deutsche Zentral-Genossenschaftbank (literalmente "Banco Central Cooperativo Alemán").
Como holding, el Grupo DZ Bank se define a sí mismo primeramente como proveedor de servicios para los bancos cooperativos locales; y sus 30 millones de clientes aproximadamente. El Grupo DZ Bank incluye DVB Bank, un banco financiero de transporte; Bausparkasse Schwäbisch Hall, una sociedad de edificación; DZ HYP, un proveedor financiero para asuntos inmobiliarios; DZ Privatbank; R+V Versicherung, una compañía de seguros; TeamBank, un proveedor de finanzas al consumo; el Grupo Union Investment, una compañía de gestión de activos; VR Leasing; y otras varias instituciones especializadas. 
DZ Bank es miembro de CIBP, EACB, Euro Banking Association y Unico.
La sede de DZ Bank se halla en Fráncfort, Alemania, y mantiene sucursales, subsidiarias y oficinas de representación en centros financieros claves y regiones económicas en todo el mundo. El Edificio DZ Bank en Berlín, localizado en Pariser Platz 3, fue diseñado por el arquitecto Frank Gehry. 
DZ Bank también tiene una de las más significantes colecciones de fotografía contemporánea artística que en la actualidad comprende más de 6.000 obras de más de 550 artistas.